# Gerhard Griesser

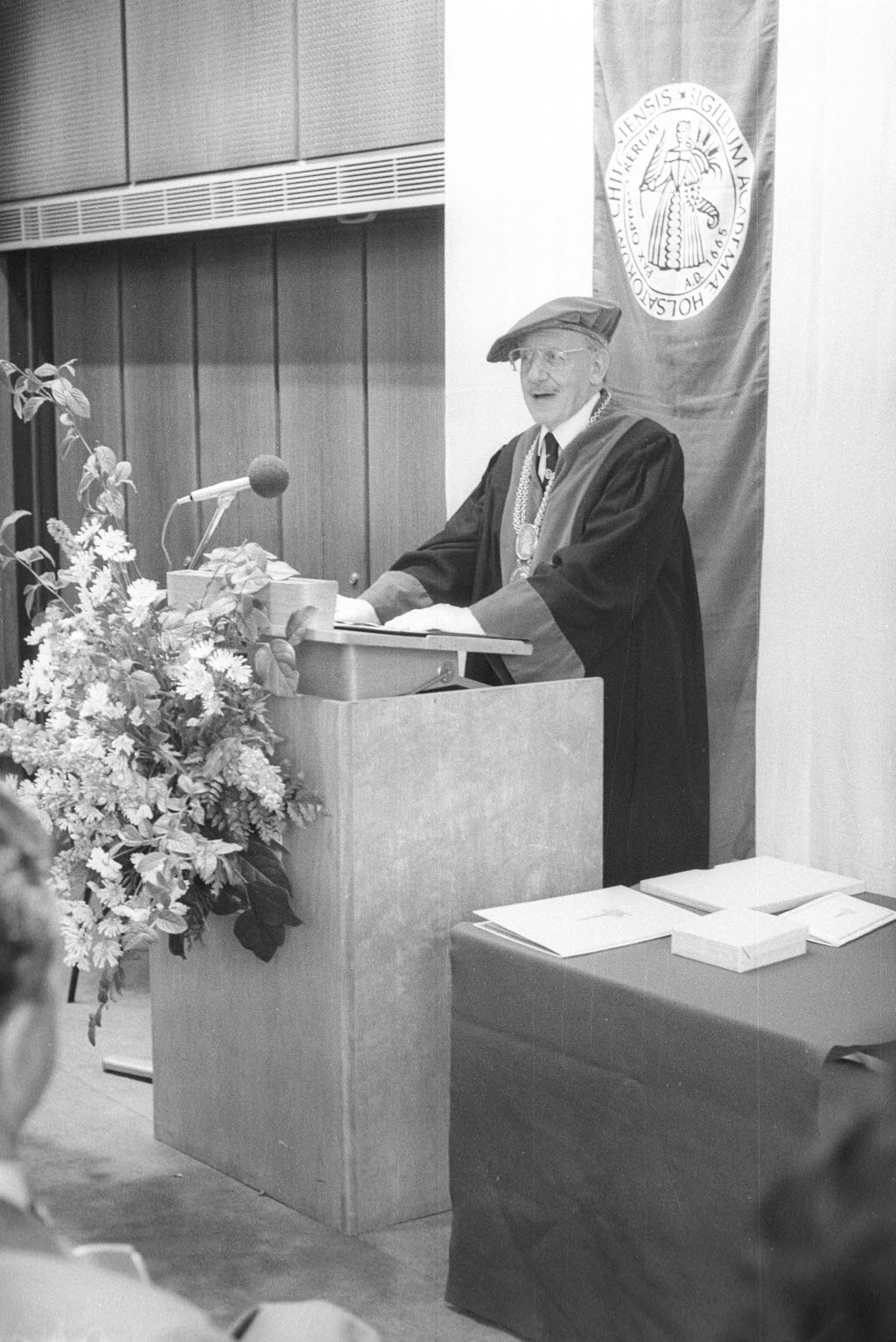
Gerhard Griesser bei der Verleihung des Henrik-Steffens-Preises 1985

Gerhard Hans-Werner Joseph Griesser (* 31. Juli 1918 in Stuttgart; † 26. September 2001 in Molfsee) war ein deutscher Mediziner und Hochschullehrer an der Universität Kiel. Er nannte sich in seinen Veröffentlichungen Gerd Griesser.

## Leben und Wirken
Nach dem Schulbesuch in Ravensburg und Stuttgart legte Gerhard Griesser 1936 in Stuttgart die Reifeprüfung ab. In Berlin und Tübingen studierte er Medizin und bestand 1942 das Staatsexamen in Berlin. In Tübingen wurde er 1942 mit einer Arbeit zum Thema Wirkt das Tropenklima schädlich auf Herz und Kreislauf? promoviert. Dazwischen lagen Arbeitsdienst (1936) sowie Wehr- und Kriegsdienst bis 1945. In den Jahren 1945 bis 1953/1954 übte er ärztliche Tätigkeiten in Illertissen, Zürich, Stockholm, Basel und Tübingen aus. Von 1953 bis 1960 war er wissenschaftlicher Assistent für Chirurgie an der Universität Tübingen. Nach der Habilitation 1960 in Tübingen zum Thema Der extracorporeale Kreislauf. Probleme, technische Möglichkeiten und eigene Lösung war er hier bis 1964 Privatdozent. Von 1964 bis 1986 lehrte er als ordentlicher Professor für Medizinische Dokumentation und Statistik an der Christian-Albrechts-Universität zu Kiel. Unterbrochen wurde seine Lehrtätigkeit durch das Amt des Präsidenten der Universität Kiel, das er in den Jahren von 1979 bis 1985 innehatte.
Gerhard Griesser war verheiratet mit Dr. Frowine Leyh-Griesser (23. Dezember 1927 – 7. November 2009), Ärztin/Professorin für Dermatologie und Venerologie an der Universität Lübeck.

## Ehrungen
Gerhard Griesser wurde 1981 mit dem Verdienstkreuz 1. Klasse und 1985 mit dem Großen Verdienstkreuz der Bundesrepublik Deutschland ausgezeichnet.

## Schriften (Auswahl)
- (als Herausgeber): Automatisierung des klinischen Laboratoriums. Dokumentation und Statistik von Laboratoriumsergebnissen und medizinisch-technischen Daten. Schattauer, Stuttgart 1968.
- (als Herausgeber): Realization of data protection in health information systems. North-Holland, Amsterdam 1977, ISBN 0-7204-0462-2.

- Formelle und informelle Kommunikationssysteme (Strukturanalyse des Gesundheitssystems in Schleswig-Holstein, Bd. 7). Schmidt und Klaunig, Kiel 1978, ISBN 3-88312-057-X.

- (als Mitherausgeber): Data-protection in health-information-systems. Considerations and guidelines. North-Holland, Amsterdam 1980, ISBN 0-444-86052-5.
- Ein Krankenhaus-Informations- und Kommunikationssystem zur Unterstützung der Klinik. Ein Leitfaden. Schmidt und Klaunig, Kiel 1994, ISBN 3-88312-090-1.
- Erweitertes Verzeichnis der Diagnosen ICD-10/E. Nach der Internationalen statistischen Klassifikation der Krankheiten und verwandter Gesundheitsprobleme. Drei Teile. Schmidt und Klaunig, Kiel 1995

- Die himmelblaue Treppe. Erinnerungen, Erfahrungen und Betrachtungen. Leyh-Griesser, Tübingen/Molfsee 2004.